# Едра шарка
Вижте пояснителната страница за други значения на Шарка.
Едрата шарка (на латински: variola vera или вариола) е силно заразна вирусна болест, засягаща само хората.
Причинява се от 2 вида вируси, наречени Variola major и Variola minor. Първият вид причинява по-смъртоносна форма със смъртност при 20 – 40% от инфектираните, докато вторият убива само 1% от жертвите си. Много от оцелелите ослепяват частично или напълно поради възпаление на роговицата, а по кожата остават типични за шарката белези. Средно изчислено в периода на XX век, вариолата причинява 300 – 500 милиона смъртни случая. Само през 1967 г. Световната здравна организация (СЗО) изчислява, че от 15 милиона души заразени от болестта 2 милиона умират същата година. Последните случаи на едра шарка са регистрирани през 1977 г., а през 1980 г. СЗО обявява окончателното унищожаване на вируса в природата.
Вирусът, твърде устойчив във външната среда, се намира в мехурчетата, коричките, носо-гърлените секрети, фекалиите, облеклото и пр. Заразяването става най-често чрез пръски, инфектирани крусти и т.н., или косвено – чрез заразени предмети, мухи, домашни животни. Входна врата е най-често Валдайеровият пръстен (комплекс от сливици, богати на имунокомпетентни клетки). Боледуват лица на всякаква възраст.
Прониквайки в кръвния поток, вирусът причинява бурна обща реакция, която трае около 3 дни, след което се фиксира в кожата, лигавиците, ЦНС и други тъкани. По правило настъпва вторична бактериална инфекция на кожно-лигавичните поражения, а често и други вторични инфекции. Дехидратацията е честа и се дължи на дисфагията, обусловена от засягане на гърлото и на загубата на течност от кожните поражения, евентуално и на повръщанията. В серума на повечето болни към 6-ия ден от заболяването се доказват антитела (те липсват дори и по-късно при фулминантната хеморагична форма, при която освен това и виремията е масивна и има тежка тромбоцитопения). Имунитетът след прекарано заболяване е траен.
При неваксинирани леталитетът се колебае между 20 и 50%. При ваксинираните вариолата протича леко, с много малка смъртност. Прогностично неблагоприятни са хеморагичните и конфлуиращите форми, късата инкубация, заболяванията при деца, възрастни, бременни жени, изтощени и лесно уязвими хора.
Трудоспособността може да остане трайно ограничена поради очни и други усложнения. При качествено лечение и възможностите на съвременната медицина рядко остават сериозни козметични дефекти.

## Исторически сведения за заболяването
Вариолата е една от най-древните известни на човечеството инфекции с въздушно-капков механизъм на предаване. Първите писмени сведения за едрата шарка са известни от папирусът Еберс (1550 г. пр.н.е.). Най-ранните веществени доказателства за наличието на болестта е вероятно пустулозен обрив по тялото на мумията на египетския фараон Рамзес V. Първото описание на епидемия от вариола датира от 1122 г. пр.н.е. в Китай. Известна е и от литературни източници на древната индийска медицина (VI век пр.н.е.) и в съчиненията на древни гръцки и римски лекари и историци като Хипократ, Херодот, Тукидид и Гален. Най-малко седем божества на религии по света олицетворяват едрата шарка. Такива например са божеството Сопома от митологията на народа йоруба. В Индия богинята на шарката Шитела Деви е разпространена и почитана в храмовете на цялата страна.
Едрата шарка преминава в Япония от Китай през VI век, а епидемията от 735 – 737 г. убива една трета от населението на островната страна. Класическото описание на болестта е направено от персийския учен Абу Бакр Мухаммад ибн Зекария ал-Рази. В своята книга „Едра шарка и морбили“ (Kitab fi al-jadari wa-al-hasbah) Ал-Рази успява да отдели клиничните признаци на две сходни заболявания – едра шарка и морбили. Заразната природа на едрата шарка е подчертана в трудовете на Авицена. Няма сигурни доказателства как и кога едрата шарка е навлязла в Европа. Предполага се, че това е ставало периодично с миграция на население и военни походи на континента от Северна Африка и Азия. Въпреки това обаче заболяването не остава стационарно. Едва през XVI век то трайно се настанява на континента. Смята се, че това става благодарение на войските, участвали при кръстоносните походи.
Не са откривани сигурни доказателства за разпространението на едра шарка в Северна и Южна Америка преди колонизирането му от европейците. През 1507 г. вариолата бива пренесена на карибския остров Испаньола, а на континенталната част на Новия свят през 1520 г. с испански заселници от Испаньола, пристигащи в Мексико. Едрата шарка бързо покосява местното индианско население и се превръща във важен фактор за покоряването на ацтеките и инките от испанците. През 1633 г. заселници на източния бряг на Северна Америка донасят в Плимът, Масачузетс вариола, която води до опустошителни епидемии сред местното индианско население, а впоследствие и сред местните колонисти. При тези епидемии процента на смъртност достига до 80 – 90% сред индианските племена. В Австралия едрата шарка е внесена на два пъти – през 1789 г. и отново през 1829 г. Въпреки че болестта никога не е била ендемична на континента, тя е основната причина за масова смъртност сред местните аборигени в периода между 1780 г. и 1870 година.
До средата на XVIII век едрата шарка е сред най-разпространените инфекциозни болести, ендемична навсякъде по света с изключение на Австралия и на няколко по-малки острови. През последните години на XVIII век вариолата убива около 400 000 европейци годишно (включително и пет действащи монарси), и е причина за една трета от възникналата слепота сред населението. От всички заразени, около 20 – 60% и дори над 80% от заразените деца загиват от болестта. Широкото използване на вариолацията в някои страни като Великобритания, нейните колонии в Северна Америка и Китай, до известна степен ограничават и смекчават последиците от едра шарка през това столетие, но реално ограничаване на заболяването настъпва едва в края на XIX век след въвеждането на ваксинацията. През XX век едрата шарка поразява фатално около 300 – 500 млн. души. За 1967 г., СЗО оценява, че 15 милиона хора са заразени с болестта и два милиона умират от нея.
От 1967 г. СЗО предприема широкомащабна кампания за масова противовариолна ваксинация във всички страни по света като особено внимание се обръща на страните от Африка и Азия. Кампанията е със срок от 10 години като в резултат на нея последният случай на заразен по естествен път човек от щама на едрата шарка Variola minor е диагностициран на 26 октомври 1977 г. при Ali Maow Maalin, готвач в болница в Сомалия. Две години преди това е регистриран и последният случай на заразен по естествен път човек от щама на едрата шарка Variola major. Това се случва през месец октомври 1975 г. на двегодишното момиче Rahima Banu от Бангладеш.
На 8 май 1980 г. на XXIII Световна здравна асамблея е обявено, че вариолата е изкоренено заболяване в целия свят.

### В България
По време на Римската империя е документирана епидемия от едра шарка и в Стара планина – Епидемия на Киприян. В резултат от нея загива около 30% от населението на крайдунавските римски провинции. По време на Османското владичество заболяването е сред най-разпространените инфекциозни болести. През 1717 г. Мери Монтагю пише, че в европейската част на Османската империя при мюсюлманското и християнското население се прилага инокулация срещу заболяването. Първите достоверни статистически сведения се появяват след Освобождението. В периода 1893 – 1897 г. заболяват 9475 души като 1069 от тях умират. През следващите години заболеваемостта варира от 42 души през 1898 г. до 309 през 1903 г. Вариолата в България е ликвидирана през 1928 г., като с това страната се нарежда сред една от първите в световен мащаб, справили се с изкореняването на заболяването. Основната причина за ликвидирането на едрата шарка се дължи на факта, че още през 1882 г. започва производството и прилагането на противошаркова ваксина. Тя започва да се произвежда в новооткрития институт „Оспеный телятник“ под ръководството на д-р Борис Окс. През 1903 г., с влизането в сила на Закона за опазване на общественото здраве, ваксинацията против вариола в България придобива задължителен характер.

## Етиология
Вариолата се причинява от вирус наречен Variola virus, принадлежащ към род Orthopoxvirus на семейство Poxviridae. По своята морфология, химичен състав и устойчивост, вирусът не се различава от вируса на ваксината (Vaccinia virus) и другите вируси от рода. Вирионът има формата на тухличка със заоблени ъгли и размери 302 – 350 nm на 244 – 270 nm. Състои се от сърцевина (нуклеоид) с форма на двойно вдлъбната леща и две странични телца. Вирионът съдържа двуверижна ДНК (с 186 базови двойки и примки в двата края), белтъци, ензими, липиди и въглехидрати. Повърхностните белтъци са гликопротеиди и с тях е свързан изграждането на имунитет при вариолата.
Антигените на вируса на вариолата и ваксината са също сходни и биват:
- Структурни. Спада NP-антигенът, общ за цялото семейство.
- Разтворими. Спадат два антигена – Термолабилен L-антиген и термостабилен S-антиген.
- Хемаглутинин. Представлява липопротеиден комплекс с три гликопротеида. Причинява образуването на антихемаглетинини в организма на преболедувалите и ваксинираните лица.

Съществуват два варианта на вариолния вирус, различаващи се по температурната си чувствителност и развитието си в кокоши ембриони:
- Variola major. Причинява тежки вариолни заболявания с леталитет 20 – 50%.
- Vriola minor или Alastrim. Причинява по-леко протичаща инфекция със смъртност под 1%.

Вирусът на вариолата притежава изключителна устойчивост във външна среда, към физични и химични фактори. При стайна температура продължава да бъде патогенен до 3 месеца, а в кожни корички с години.

### Еволюция на вируса
Вирусът на едрата шарка вероятно е произлязъл в Африка от този причиняващ шаркоподобно заболяване при гризачите преди 16 000 до 68 000 години. Вероятно щамът Variola major, причиняващ по-тежката форма на вариолата се появява в Азия преди 400 до 1600 години. Другият щам Alastrim, разпространен в Западна Африка и Северна и Южна Америка се смята, че е произлязъл преди 1400 – 6300 години. Преди около 800 години от този щам произлизат два варианта.

## Епидемиологични особености